# Colin Austin
Colin François Lloyd Austin FBA (* 26. Juli 1941 in Melbourne; † 13. August 2010 in Cambridge) war ein britischer Klassischer Philologe und Papyrologe.

## Leben und Werk
Colin Austin, der Sohn des Romanisten Lloyd Austin (1915–1994) und seiner Frau Jeanne-Françoise Guérin, wuchs in Frankreich bei der Familie seiner Mutter auf, während sein Vater im Zweiten Weltkrieg diente. Colin Austin besuchte das Lycée Lakanal in Paris und anschließend, als sein Vater Professor für Französische Literatur an der University of Manchester wurde (1956), die dortige Grammar School. Anschließend studierte er am Jesus College der University of Cambridge und in Christ Church (Oxford). Dort lernte er den Gräzisten Eduard Fraenkel kennen und wandte sich unter dem Einfluss von Hugh Lloyd-Jones der griechischen Komödie zu. Bei Peter J. Parsons eignete er sich Kenntnisse in Papyrologie an. Mit einer Edition der Thesmophoriazusen des Aristophanes wurde Austin 1965 zum D.Phil. promoviert.
1965 erhielt Austin eine Stelle als Research Fellow und Director of Studies in Classics in Trinity Hall (Cambridge). Die Beschäftigung mit der griechischen Literatur und ihren Papyrusfunden begleitete ihn sein Leben lang. Er edierte die Euripides-Tragödie Erechtheus (1967) und Menander-Komödien Aspis und Samia (1969–1970); den Codex Bodmer bearbeitete er gemeinsam mit Rodolphe Kasser. 1983 wählte ihn die British Academy zum Fellow. 1998 wurde er zum Professor of Greek an der University of Cambridge ernannt. Als Director of Studies trat er 2005 in den Ruhestand, 2008 wurde er emeritiert.
Gemeinsam mit Rudolf Kassel gab Austin die Fragmentsammlung Poetae Comici Graeci heraus. Von 1983 bis 2001 betreute er acht Bände des Unternehmens, das seither die Grundlage für die wissenschaftliche Beschäftigung mit der griechischen Komödie bildet. Einen Kommentar zu den Thesmophoriazusen, der auf seiner Dissertation basiert, gab er 2004 zusammen mit S. Douglas Olson heraus. In den 1990er Jahren arbeitete er mit Guido Bastianini an der kommentierten Edition der Poseidippos-Epigramme, die durch einen Papyrusfund bekannt wurden. Die grundlegende Edition erschien 2001, eine editio minor 2002.
Bis zu seinem Tod arbeitete Austin an einer neuen kritischen Ausgabe der Menander-Komödien. Er starb nach langer Krankheit im Alter von 69 Jahren an Krebs.

## Schriften (Auswahl)
- De nouveaux fragments de l’Erechthée d’Euripide. In: Recherches de Papyrologie 4 (1967), S. 11–67
- Nova fragmenta Euripidea in papyris reperta. Berlin 1968 (Kleine Texte für Vorlesungen und Übungen 187)
- Menandre: La Samienne. Publié par Rodolphe Kasser avec la collaboration de Colin Austin. Cologny 1969
- Menandri Aspis et Samia. T. 1: Textus (cum apparatu critico) et indices. Berlin 1969
- Menandri Aspis et Samia. T. 2: Subsidia interpretationis. Berlin 1970
- Comicorum Graecorum fragmenta in papyris reperta. Berlin 1973
- Posidippo di Pella: Epigrammi. Mailand 2001 (Papiri dell’Università degli studi di Milano 8)
- Posidippi Pellaei quae supersunt omnia. Mailand 2002
- Aristophanes: Thesmophoriazusae. Edited with introduction and commentary by Colin Austin and S. Douglas Olson. Oxford 2004
- Menander. Eleven Plays. Cambridge 2013